# Blechnum marquesensis
Blechnum marquesensis är en kambräkenväxtart som först beskrevs av E. Brown, och fick sitt nu gällande namn av Maarten J.M. Christenhusz. Blechnum marquesensis ingår i släktet Blechnum och familjen Blechnaceae. Inga underarter finns listade.